# Melanopsis
Melanopsis é um género de gastrópode  da família Thiaridae.
Este género contém as seguintes espécies:
- Melanopsis aetolica
- Melanopsis ajkaensis
- Melanopsis ammonis
- Melanopsis anceps
- Melanopsis ancillaroides
- Melanopsis antediluviana
- Melanopsis arbalensis Pérès, 1939
- Melanopsis avellana
- Melanopsis bonelli
- Melanopsis brevicula Pallary, 1918
- Melanopsis brevis
- Melanopsis buccinoidea (Olivier, 1801)
- Melanopsis buccinulum
- Melanopsis cariosa (Linnaeus, 1767)
- Melanopsis cerithiopsis
- Melanopsis chlorotica Pallary, 1921
- Melanopsis coaequata
- Melanopsis costata (Olivier, 1804)
- Melanopsis cylindrica
- Melanopsis delessi
- Melanopsis dufouri
- Melanopsis eleis
- Melanopsis entzi
- Melanopsis etrusca Brot, 1862
- Melanopsis ferussaci
- Melanopsis fossilis (Gmelin)
- Melanopsis frustulum
- Melanopsis fuchsi
- Melanopsis gorceixi
- Melanopsis handmanniana
- Melanopsis hennersdorfensis
- Melanopsis impressa
- Melanopsis kleini
- Melanopsis laubrierei
- Melanopsis letourneuxi Bourguignat, 1880
- Melanopsis lorcana
- Melanopsis macrosculpturata
- Melanopsis magnifica Bourguignat, 1884
- Melanopsis mourebeyensis Pallary, 1921
- Melanopsis multiformis
- Melanopsis narzolina
- Melanopsis obediensis
- Melanopsis ovularis
- Melanopsis oxycantha
- Melanopsis parreyssii (Philippi, 1847)
- Melanopsis pechinatii
- Melanopsis petrovici
- Melanopsis praemorsa (Linnaeus, 1758)
- Melanopsis propheatarum
- Melanopsis pseudoimpressa
- Melanopsis pygmaea
- Melanopsis saharica Bourguignat, 1864
- Melanopsis saulcyi
- Melanopsis scalaris Gassies, 1856
- Melanopsis serchensis Vidal, 1874
- Melanopsis sodalis
- Melanopsis subgraëllsiana Bourguignat, 1864
- Melanopsis sturi
- Melanopsis tihanyensis
- Melanopsis tricarinata
- Melanopsis trifasciata Gray, 1843
- Melanopsis turriformis
- Melanopsis vindobonensis
- Melanopsis wagneri